# ليكانمب
ليكانمب (بالإنجليزية: Lecanemab)‏ (BAN2401) هو عقار تجريبي لعلاج مرض آلزهايمر من تطوير شركة بيوجن آيدك الأمريكية و ایزاي اليابانية، وحالياً هو في مرحلة التجارب السريرية، واستُخدِم العقار في تجربة على 1795 متطوعاً جميعهم مصابون في مرحلة مبكرة من ألزهايمر إذ تناولوا جرعات منه كل أسبوعين.

## طريقة العمل
يقوم العقار بمهاجمة العنصر اللاصق المسمى بيتا أميلويد (ببتيد بيتا النشواني)، الذي يتراكم في أدمغة المصابين بمرض ألزهايمر، كـ"جسم مضاد" يُشبه تلك الأجسام المضادة التي ينتجها الجسم لمهاجمة الفيروسات والبكتيريا. وليكانمب عبارة عن بروتين يتجمع في الفراغات بين الخلايا العصبية في الدماغ ويشكل صفائح خاصة تعد إحدى السمات المميزة لألزهايمر، خصيصاً لدفع الجهاز المناعي للإنسان نحو إزالة الأميلويد من الدماغ.

## الاعراض الجانبية
هناك بعض الآثار الجانبية الخطيرة التي ظهرت عقب تناول العقار. أثبتت فحوص الدماغ للمرضى الذين تناولوا العقار حدوث نزيف في المخ لدى 17% من المشاركين، وتورم في الدماغ لدى 13%. إجمالاً، اضطر 7% من الذين تناولوا الدواء للتوقف عن أخذه بسبب الآثار الجانبية. وليس واضحاً إذا كانت هناك آثار جانبية أخرى قد تطرأ بعد فترة التجربة، الـ18 شهراً.